# Podabrus tsuboneae
Podabrus tsuboneae is een keversoort uit de familie soldaatjes (Cantharidae). De wetenschappelijke naam van de soort werd in 2000 gepubliceerd door Takahashi & Kiriyama.